# La Giovine Italia
La Giovine Italia (Det unge Italien) var en hemmelig politisk organisation grundlagt i 1831 af den italienske patriot Giuseppe Mazzini. Bevægelsens mål var at samle Italien til en republik. Italien var på den tid opdelt i småstater og domineret af Kejserriget Østrig.
I revolutionsåret 1848 blev der med gruppens støtte etableret en romersk stat, men ved fransk og østrigsk hjælp til pavestaten blev oprøret slået ned. Efter endnu et fejlslagent oprør mod Østrig i Milano i 1853 havde den republikanske italienske bevægelse udspillet sin rolle; Italiens samling kom først under kongen af Sardinien, som udråbte sig til Victor Emanuel 2. af Italien.